# Stefano Tacconi
Stefano Tacconi (Perugia, 13 de maio de 1957) é um ex-futebolista italiano que atuava como goleiro.

## Carreira
Revelado pelo Spoleto, em 1972, Tacconi profissionalizou-se em 1974, mas não atuou em nenhum jogo. Em 1975, assinou com a Inter de Milão, e chegou a vencer a Copa da Itália Sub-20. Porém, sua participação pelos nerazzurri resumiu-se às categorias de base, já que nem chegou a ser promovido ao elenco profissional.
Sua primeira partida oficial foi em 1976, novamente pelo Spoleto, defendendo a equipe em 30 jogos. Jogou ainda por Pro Patria (1977-78, sete partidas), Livorno (1978-79, 33 partidas) e Sambenedettese (1979-80, 38 partidas) antes de ter sua primeira grande oportunidade, com o Avellino, clube que defendeu entre 1980 e 1983. O goleiro foi um dos destaques da equipe que permaneceu 3 temporadas na Série A, situação que chamou a atenção da Juventus, que o contratou em 1983 com a missão de substituir o lendário Dino Zoff, que havia encerrado a carreira.

### O auge na Juventus
Na estreia de Tacconi pela Velha Senhora, contra o Ascoli, a equipe de Turim goleava por 7 a 0 e o goleiro defendeu um pênalti. Porém, uma deficiência atrapalhava Tacconi: as saídas do gol, situação que Zoff melhorava nos treinamentos. Essa irregularidade fez com que o técnico Giovanni Trapattoni apostasse em Luciano Bodini para ser o novo goleiro titular. Tacconi chegou a se envolver em polêmica ao não aceitar o banco de reservas, conformando-se com a situação durante alguns meses. Com a titularidade recuperada, o goleiro foi fundamental para a conquista a Copa dos Campeões frente ao Liverpool.
Durante os 9 anos que defendeu a Juve, o goleiro conquistou todos os títulos possíveis com a equipe, onde atuou em 254 partidas, chegando inclusive a ser capitão nas últimas temporadas pela Vecchia Signora. Deixou a Juventus em 1992, após o jovem Angelo Peruzzi herdar a titularidade. Peruzzi chegou a declarar que Tacconi havia sido o pior companheiro de equipe que teve na carreira.

### Genoa e primeira aposentadoria
Em 1992, Tacconi assinou com o Genoa, onde não repetiu as boas atuações que tinha na Juventus. A gota d'água para o goleiro foi a chegada do treinador Giuseppe Marchioro (substituto de Franco Scoglio), que o relegou ao banco de reservas. Sem clima para continuar na equipe lígure, rescindiu o contrato e encerrou a carreira em dezembro de 1994, aos 37 anos. 5 meses depois, o Genoa cairia para a Série B.

### Aventura na política e emreality show
Depois de encerrar a carreira, Tacconi decidiu engatar uma carreira política. Em 1999, chegou a disputar uma cadeira no Parlamento Europeu pela Alleanza Nazionale, mas não conseguiu se eleger. Em 2005, foi pré-candidato a presidência da Lombardia pelo partido de extrema-direita Nuovo MSI, mas seu nome não foi aprovado. No ano seguinte, candidatou-se a vereador pela Alleanza Nazionale, apoiando a prefeita eleita Letizia Moratti. Com apenas 57 votos, Tacconi não se elegeu.
Em 2003, chegou a participar do reality show "L'isola dei famosi", mas foi eliminado no segundo episódio com 54% dos votos.

### Volta aos gramados
Em agosto de 2008, aos 51 anos, o ex-goleiro surpreendeu a Itália ao anunciar que estava retomando a carreira futebolística. Ele assinou com o Arquata, equipe semi-amadora de Arquata del Tronto, pequena cidade da região de Marcas, após ser persuadido por Marco Mongardini, presidente do time e amigo pessoal de Tacconi. Permaneceu 2 anos até encerrar de vez a carreira em 2010, aos 52 anos.

## Seleção Italiana
Pela Seleção Italiana, Tacconi foi convocado entre 1987 e 1991. Sua primeira competição internacional foi a Eurocopa de 1988, onde a Azzurra parou nas semifinais, ficando na reserva de Walter Zenga. O goleiro foi titular na participação italiana nas Olimpíadas de Seul. No torneio, a Itália, treinada por Dino Zoff, antecessor de Tacconi no gol da Juventus, e ficou na quarta posição.
Na Copa de 1990, o goleiro foi novamente reserva imediato de Zenga, e não entrou em campo. Sua última partida foi em fevereiro de 1991, num amistoso entre Itália e Bélgica, que terminou empatado em 0 a 0.

## Títulos
Juventus
- Serie A: 1983–84, 1985–86
- Coppa Italia: 1989–90
- Liga dos Campeões da UEFA: 1984-85
- Copa da UEFA: 1989–90
- Supercopa da UEFA: 1984
- Copa Europeia/Sul-Americana: 1985
- European Cup Winners' Cup: 1983-84
- Supercoppa Italiana: 1990 - vice